# Josué Mayard
Josué Mayard (Montréal, 10 marzo 1980) è un ex calciatore canadese naturalizzato haitiano, di ruolo difensore.